# Gorosti. Cuadernos de Ciencias Naturales de Navarra
Gorosti. Cuadernos de Ciencias Naturales de Navarra es una publicación navarra realizada desde 1984 por la Sociedad de Ciencias Naturales de Navarra Gorosti dedicada a las ciencias naturales.

## Características
Esta publicación, que es una de las más importantes en el ámbito medioambiental, nació el 1 de julio de 1984. La temática principal se encuadra dentro de las ciencias naturales, y más concretamente a los ámbitos de la zoología, la ornitología, la botánica y la micología.
Su publicación corre a cargo de la asociación sin ánimo de lucro Sociedad de Ciencias Naturales de Navarra Gorosti, y aunque originariamente tenía un carácter anual, en los últimos años estás siendo publicada de forma bianual.
Actualmente tiene un coste para el público en general de 5 euros, mientras que para los socios de Gorosti es gratuita.

## Premios
La revista Gorosti. Cuadernos de Ciencias Naturales de Navarra fue premiada en el año 2009 con el galardón Premio Anuaria a la mejor publicación periódica.